# 모길노군

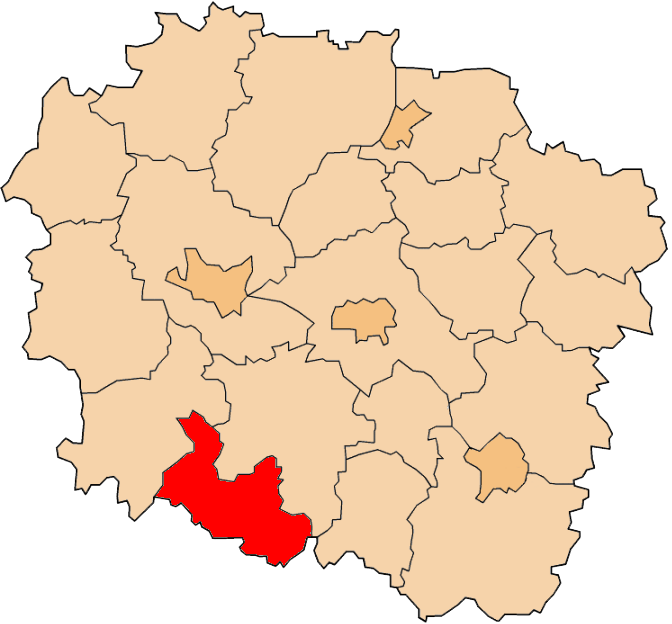
쿠야비포모제주 지도에 표시된 모길노군의 위치

모길노군(폴란드어: powiat mogileński)은 폴란드 쿠야비포모제주에 위치한 군으로 군청 소재지는 모길노이며 면적은 675.86km2, 인구는 45,756명(2019년 기준), 인구 밀도는 68명/km2이다.
북동쪽으로는 이노브로츠와프군, 남쪽으로는 마조프셰주 코닌군, 비엘코폴스카주 스우프차군, 서쪽으로는 비엘코폴스카주 그니에즈노군, 북서쪽으로는 주닌군과 접한다. 4개 지방 자치체(2개 도시형 농촌, 2개 농촌)를 관할한다.

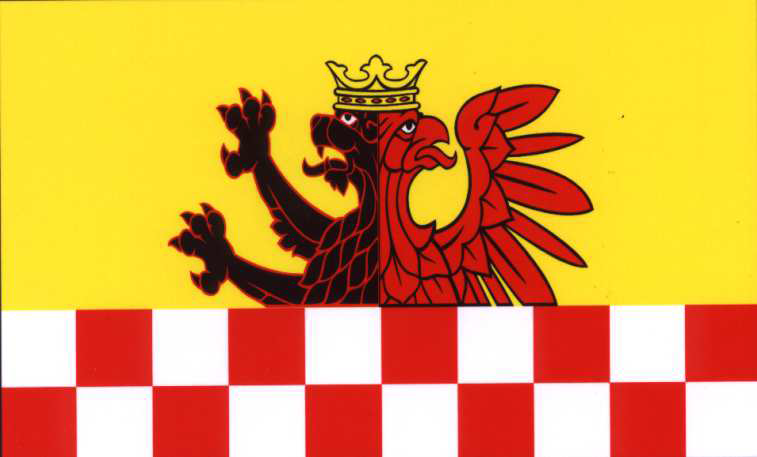
군기
군 문장